# Juan Martín Juárez
Juan Martín Juárez (Montevideo, Uruguay, 21 de marzo de 1981) es un futbolista uruguayo. Juega de delantero y su actual equipo es el Municipal Grecia de la Liga de Ascenso de Costa Rica.

## Trayectoria

### Llegada al fútbol tico
Llegó a Costa Rica en 2005, debutó en el fútbol de ascenso con la Asociación Deportiva Santacruceña el domingo 22 de enero de 2005 en el Estadio Cacique Diriá, los pamperos empataron a un gol con San Carlos, en esa ocasión Juárez anotó su primer gol.
En tres temporadas, el uruguayo ha jugado con los santacruceños un torneo y con Grecia dos temporadas. Actualmente, contabiliza 42 anotaciones, siendo Juárez el extranjero que más goles ha anotado en la segunda categoría del fútbol costarricense.
Con los griegos fue pieza fundamental en la obtención del primer título de la historia de este club, anotando el gol del triunfo en el partido de ida por la final ante el Saprissa de Corazón.

## Clubes
| Club                | País       | Año         |
| ------------------- | ---------- | ----------- |
| Liverpool FC        | Uruguay    | 1999        |
| Tanque Sisley       | Uruguay    | 2000 - 2004 |
| Deportivo Colonia   | Uruguay    | 2004 - 2005 |
| Santacruceña        | Costa Rica | 2005        |
| San Carlos          | Costa Rica | 2006        |
| Municipal Grecia    | Costa Rica | 2007 - 2009 |
| Deportivo Marquense | Guatemala  | 2009 - 2011 |
| Municipal Grecia    | Costa Rica | 2012 - 2013 |
| Jacó Rays           | Costa Rica | 2014        |
| Municipal Grecia    | Costa Rica | 2014 - 2015 |

## Curiosidades
- Primer jugador extranjero en ganar un título de goleo en la Segunda División de Costa Rica.[7]